# Обряд викликання дощу
Обря́д виклика́ння дощу́ — в багатьох культурах обряд, виконуваний в час посухи з метою виклику дощу. Часто супроводжувався ритуальними танцем і піснями.

## Азербайджан
Для виклику дощу на початку весни здійснювався обряд «Хідир Іляс».

## Білорусь
У селі Старий Дєдін на сході Білорусі зберігся стародавній обряд викликання дощу. Під час сильної посухи жінки «орють» річку Остьор плугом, наспівуючи при цьому пісні, які, як припускають вчені, в далекі часи використовувалися для викликання духу дощу. Цей обряд є дуже давнім і має глибоке язичницьке коріння.

## Кавказ
За старовинним доісламським чеченським повір'ям, надійний засіб проти посухи — змія. Щоб викликати дощ, чеченці вбивали і підвішували змій. Вісницею негоди в народних уявленнях вважалася ворона, тому щоб викликати дощ, потрібно було зруйнувати вороняче гніздо.
У балкарців існував обряд, пов'язані з «викликанням дощу», які супроводжувалися спеціальними піснями і танцями. Перед початком дійства балкарці наряджали дерев'яну лопату в жіночий одяг. Це опудало називалося «Кюрек Бийче» («Княгиня-лопата»). Потім двоє підлітків брали «Кюрек Бийче» під руки і почанали повільно йти. За ними йшли інші підлітки. Зупиняючись у дворі того або іншого будинку, учасники співали пісню:
```
Княгиня-лопата, просимо ми дощ!
Нехай дощ ллє, не припиняючись
Ростуть хліби рясні
За допомогою аллаха, Великого аллаха
Вийшли ми всі дуже дружно
Щоб просити у Тейрі дощ.

```

## Північна Македонія
У македонців до наших днів зберігся обряд Додоли, направлений на заклинання дощу. Македонці співають пісні, які починаються благанням про дощ.

## Румунія
Папаруда — обряд викликання дощу язичницького характеру, виконується весною и під час сильної посухи. Назва виникла від імені слов'янської богини Перперуни (Додоли).
Під час обряду дівчата в спідницях із виноградної лози і тонких гілок, танцують на сільських вулицях, зупиняючись у кожного будинку, а господарі поливають їх водою.

## Татари
Під час обряду викликання дощу у татар мулла перерізував барану горло і з декількома найстарішими і шанобливішими людьми похилого віку в селі молився про дощ. М'ясо барана готували в казані з водою на багатті і з'їдали його до останнього шматка. Після трапези баранячі кістки закопувалися в чистому місці. У завершенні обряду всі жителі йшли до річки і обливали один одного водою, цим показуючи духам, що потрібен дощ.
Див. також:  [Архівовано 11 березня 2007 у Wayback Machine.] — елементи обряду викликання дощивши у татрських татар.

## Україна
Чаклування і викликання весняного дощу зберігалися до останнього часу, але ці звичаї вже перейшли до дитячих ігор і забав:
На півночі Житомирщини посуху пояснювали тим, що яка-небудь жінка в селі на Благовіщення, всупереч суворій забороні, пекла хліб. Тоді, щоб спокутувати цей гріх і викликати дощ, три жінки збиралися, брали кожна два відра води, йшли в будинок до «винуватиці», виливали всю воду посеред хати і обливали зовні кутки будинку, а подекуди обливали саму жінку.
У Житомирщині люди обливали також один одного водою, кажучи: «Як на тебе ллється вода, так щоб дощ обливав землю з цебра». Це робили біля річки або у колодязя. Іноді обливали осіб, які, за народним уявленням, володіли особливими магічною силою: вагітну жінку, яка символізувала землю, пастуха, який здатний впливати на небесні «отари» хмар, священика — як символ пастуха-пастиря.

### Полісся
Під час посухи мешканці Полісся оплакували міфічного утопленика Макарку, розмішуючи воду в колодязі палицями і голосячи: «Макарко-синочок, вийди з води, розлий сльози на святій землі!»

## Сучасне використання
На гакерському жаргоні «танець дощу» (англ. rain dance) позначає будь-яку церемоніальну дію, часто безглузду, що робиться при виправленні проблеми з устаткуванням. Наприклад, відімкнення і увімкнення кабелів тощо.